# Kota Sameshima
Kota Sameshima (鮫島 晃太 Sameshima Kōta?, nacido el 24 de junio de 1992 en Makurazaki, Kagoshima) es un futbolista japonés que se desempeña como centrocampista.

## Trayectoria

### Clubes
| Club                | País  | Año         |
| ------------------- | ----- | ----------- |
| Sanfrecce Hiroshima | Japón | 2011 - 2013 |
| Gainare Tottori     | Japón | 2013        |
| AC Nagano Parceiro  | Japón | 2014 - 2015 |
| Fujieda MYFC        | Japón | 2016 -      |

## Estadística de carrera

### J. League
| Club                | Año   | J. League | J. League | Copa J. League | Copa J. League | Total | Total |
| Club                | Año   | Part.     | Goles     | Part.          | Goles          | Part. | Goles |
| ------------------- | ----- | --------- | --------- | -------------- | -------------- | ----- | ----- |
| Sanfrecce Hiroshima | 2011  | 0         | 0         | 0              | 0              | 0     | 0     |
| Sanfrecce Hiroshima | 2012  | 0         | 0         | 2              | 0              | 2     | 0     |
| Sanfrecce Hiroshima | 2013  | 0         | 0         | 0              | 0              | 0     | 0     |
| Gainare Tottori     | 2013  | 17        | 0         | -              | -              | 17    | 0     |
| AC Nagano Parceiro  | 2014  | 2         | 0         | -              | -              | 2     | 0     |
| AC Nagano Parceiro  | 2015  | 2         | 0         | -              | -              | 2     | 0     |
| Fujieda MYFC        | 2016  | 30        | 6         | -              | -              | 30    | 6     |
| Fujieda MYFC        | 2017  | 14        | 0         | -              | -              | 14    | 0     |
| Total               | Total | 65        | 6         | 2              | 0              | 67    | 6     |